# Odorrana monjerai
Odorrana monjerai é uma espécie de anfíbio anuros da família Ranidae. Está presente em Malásia. A UICN classificou-a como deficiente de dados.